# Сацумское восстание
Сацу́мское восста́ние (яп. 西南戦争 сэйнан сэнсо:, 29 января — 24 сентября 1877) — антиправительственное восстание нетитулованной аристократии в Японии под руководством Сайго Такамори, которое произошло в 1877 году на юго-западе острова Кюсю. Также называется война Сэйнан. Завершилось победой правительственных сил и самоубийством лидера повстанцев. Крупнейшее и последнее выступление самурайской радикальной оппозиции против правительства времён реставрации Мэйдзи.

## Причины
Причинами Сацумского восстания были сильные антиправительственные настроения в среде японской нетитулованной аристократии, бывших самураев. В результате правительственных реформ, проведённых после ликвидации ханов и основания префектур в 1871 году их жизненный уровень и общественный авторитет сильно упали. Власть упразднила государственные пенсии для аристократов, лишив их статуса государственных служащих, ликвидировала самурайские сословные войска и создала общенациональную армию. Особенно большое недовольство самураев вызвал запрет носить холодное оружие, поскольку ношение мечей всегда было исключительной привилегией самурайского сословия. Попытки высокопоставленных лиц создать авторитарную систему управления страной, что противоречило основным принципам реставрации Мэйдзи, способствовали радикализации социально активного самурайского слоя населения.
В 1873 году в Японии вспыхнул правительственный кризис, вызванный дебатами о завоевании Кореи, в результате которой Императорские советники Сайго Такамори и Итагаки Тайсукэ ушли из правительства. Вслед за ними с государственной службы уволились много военных аристократов из префектур Кагосима и Коти. Под руководством Сайго Такамори кагосимские аристократы Кирино Тосиаки, Синохара Кунитомо и Мурата Симпати основали организацию «Частная школа» (яп. 私學校 сигакко), которая давала образование, гуманитарную и финансовую помощь бывшим самураям, создав по всей провинции Сацума 132 отделения организации, фактически превратившиеся в военизированные антиправительственные организации. Ояма Цунаёси, глава префектуры Кагосима, назначил руководителей этой организации на центральные должности в правительстве префектуры и начал реализацию собственного антиправительственного политического и социально-экономического курса, планируя создать на базе префектуры автономное государство.
Одновременно с этим в 1874 году аристократы префектуры Коти, которых возглавлял Итагаки Тайсукэ, основали «Общество по определению цели в жизни», которое приняло участие в антиправительственном общественном движении за свободу и народные права. Общество поддерживало отношения с кагосимской организацией, но в 1875 году Итагаки вернулся в состав правительства, поэтому кагосимцы лишились влиятельного союзника.
В 1876 году антиправительственные настроения возросли ещё больше в связи с земельно-налоговой реформой. В префектурах Айти, Гифу, Ибараки, Миэ и других вспыхнули крестьянские мятежи. Одновременно с этим возникли восстания нетитулованной аристократии в Кумамото, Акидзуки и Хаги. Эти события ускорили решение Сайго Такамори выступить против правительства, а сам он превратился в харизматического лидера радикальной самурайской оппозиции. Со своей стороны правительство, пребывавшее в сложном положении из-за социальных катаклизмов, остерегалось самураев под руководством Сайго и неоднократно присылало шпионов с целью расколоть единство оппозиционеров.

## Силы сторон

### Организация правительственных войск
В начале войны Сэйнан в японской императорской армии (в том числе и в императорской гвардии) насчитывалось около 34 000 человек. В составе пехотных соединений пехоты было 14 полков, состоящий из 3 батальонов каждый. Каждый батальон состоял из 4 рот. В мирное время каждая рота имела в своём составе около 160 солдат и 32 офицеров и унтер-офицеров. Во время войны численность роты увеличивалась до 240 солдат. Батальон включал в свой состав 640 солдат в мирное время, и, теоретически, во время войны его численность возрастала до 960 человек призывного возраста. Они были вооружены затворными винтовками Снайдера, производящими около шести выстрелов в минуту.
Существовали два кавалерийских «полка» и один «полк» кавалерии в составе императорской гвардии. Современные иллюстрации указывают на то, что кавалерия того времени была вооружена пиками.
Артиллерия правительственных сил насчитывала 18 батарей, сведённых в 9 батальонов — 120 человек на каждую батарею в мирное время. Во время войны, состав подразделений горной артиллерии достигал 160 человек в батарее, а в полевой артиллерии это число номинально было около 130 человек в батарее. Артиллерийский парк состоял из более чем 100 орудий, в том числе 5,28-фунтовых горных пушек, крупповских полевых орудий разных калибров, и мортир.
Императорская Гвардия (в основном из бывших самураев) всегда поддерживалась в состоянии боевой готовности. Пехота гвардии была разделена на 2 полка по 2 батальона в каждом. Батальон насчитывал в своём составе 672 солдата. Кавалерийский полк состоял из 150 человек. Артиллерийский дивизион был разделён на 2 батареи по 130 человек.
Япония была разделена на шесть военных округов: Токио, Сэндай, Нагоя, Осака, Хиросима и Кумамото, с двумя или тремя полками пехоты, а также артиллерией и другими вспомогательными войсками в каждом районе.

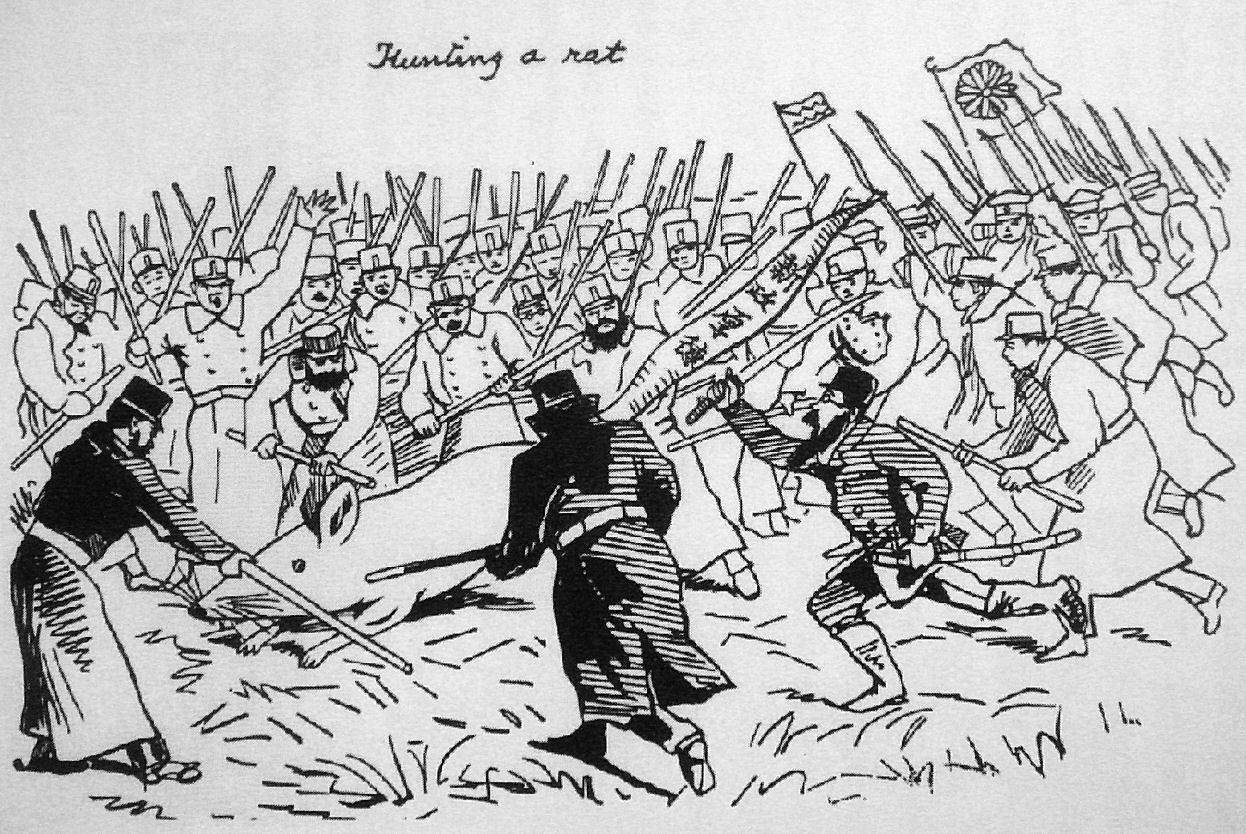
«Охота на крыс»: сатирический рисунок на Сацумское восстание 1877 года на английском языке в журнале Japan Punch. Полицейские, вооружённые дубинками, держат плакат с правительственным лозунгом и окружают крыс

В дополнение к армии, центральное правительство также использовало морских пехотинцев и Токийских полицейских в её борьбе против самураев Сацумы. Полиция, численностью от 300 до 600 человек, в основном экс-самураи (по иронии судьбы, многие из которых были из Сацумы) были вооружены только дубинками и деревянными мечами (японская полиция не носила огнестрельное оружие до рисовых бунтов 1918 года).
В ходе конфликта сторона правительственных войск расходовала в среднем 322 000 патронов и 1000 артиллерийских снарядов в день.

### Организация сил самураев Сацумы
Сацумские самураи изначально были объединены в шесть батальонов по 2000 человек в каждом. Каждый батальон был разделён на десять рот из 200 человек. Но в походе на замок Кумамото, армия была разделена на три подразделения: авангард — 4000 человек, основная часть армии — 4000 человек, и арьергард — 2000 человек. Кроме того, было 200 артиллеристов и 1200 рабочих. В апреле 1877 года Сайго реорганизовал армию, разделив её на девять пехотных подразделений от 350 до 800 человек в каждом.
Самураи были вооружены винтовками Enfield и русскими шестилинейными дульнозарядными винтовками модели 1856, производящими около двух-трёх выстрелов в минуту. Артиллерия восставших состояла из 28 горных орудий, двух полевых орудий и 30 мортир разного калибра.

## Ход боевых действий

### Прелюдия
Ко времени начала восстания Сайго правительство уже подавило несколько восстаний сидзоку на острове Кюсю, и его беспокоили перспективы ведения гражданской войны с многочисленными и озлобленными самураями княжества Сацума, которые сплотились вокруг популярного Такамори Сайго.
В декабре 1876 года правительство Мэйдзи направило полицейского по имени Накахара Хисао и 57 других людей для расследования поступавших сообщений о подрывной деятельности и беспорядках. Однако они были разоблачены оппозиционерами, и Накахара под пытками признался, что он и его спутники были посланы убить Сайго. Хотя Накахара позже отказался от своих показаний, эти данные быстро стали известны и были использованы в качестве оправдания недовольных самураев в том, что восстание было необходимо для того, чтобы «защитить Сайго».
В январе 1877 года правительство, остерегаясь того, что пороховой армейский арсенал Сомуда в Кагосиме перейдёт в руки антиправительственных сил, начало тайно вывозить все запасы пороха из префектуры, не известив главу префектуры. Это вызвало открытый конфликт, хотя и с прекращением выплат риса самураям в 1877 году напряжённость в регионе уже стала чрезвычайно высокой. Возмущённые методами правительства, 50 студентов из Академии Сайго напали на арсенал и похитили оттуда оружие. В течение следующих трёх дней более 1000 студентов организовали нападения на военно-морскую станцию и другие арсеналы.
Начало восстания осложнилось тем фактом, что встревоженный разворачивающимися событиями Сайго Такамори неохотно поддавался уговорам покончить со своей отставкой и возглавить восстание против центрального правительства.

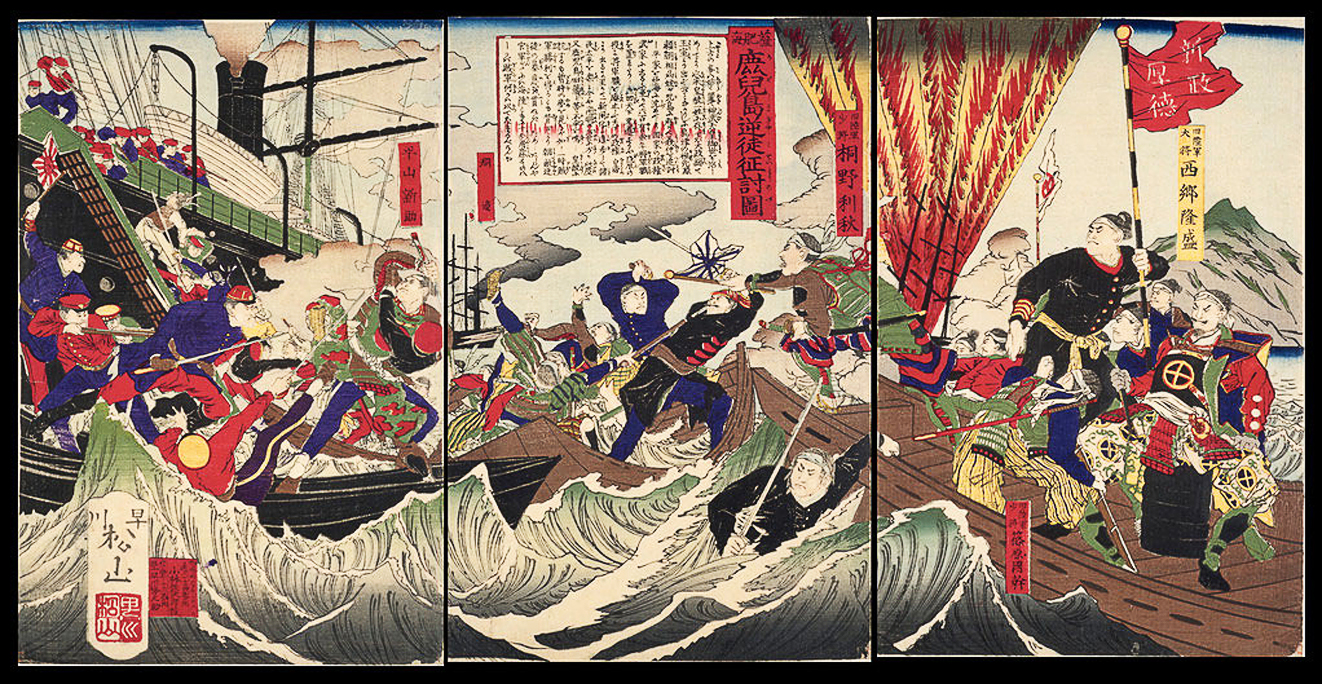
Столкновения в Кагосиме

В феврале 1877 года правительство Мэйдзи направило Хаяси Томоюки, официального представителя министерства внутренних дел, с адмиралом Кавамурой Сумиёси на корабле «Такао» для выяснения обстановки. Сацумский губернатор Ояма Цунаёси пояснил им, что восстание началось в ответ на покушение правительства на жизнь Сайго, и попросил, чтобы адмирал Кавамура (двоюродный брат Сайго) сошёл на берег, чтобы помочь стабилизировать ситуацию. После того, как кортеж Оямы скрылся из виду, флотилия малых кораблей с вооружёнными мятежниками на борту попытался захватить «Такао», но их атаки были отбиты. На следующий день Хаяси заявил прибывшему Ояме, что он не может позволить адмиралу Кавамуре сойти на берег, так как ситуация оказалась более опасной, чем ожидалось, и что нападение на «Такао» является актом оскорбления величества.

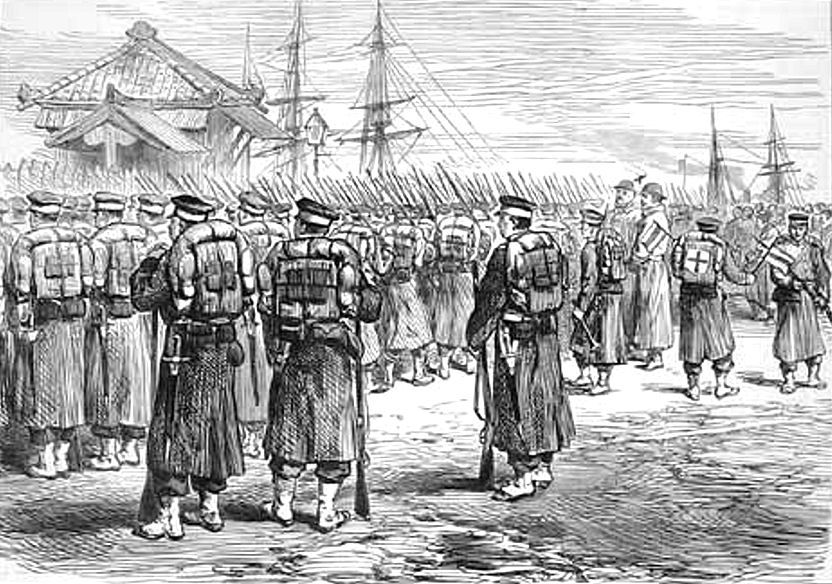
Правительственные войска выступают из Йокогамы для борьбы с участниками Сацумского восстания 1877 года. Рисунок европейского художника в журнале The Illustrated London News

По возвращении в Кобе 12 февраля, Хаяси встретился с генералом Ямагатой Аритомо и премьер-министром Ито Хиробуми, после чего было решено, что Японская императорская армия направит свои подразделения к Кагосиме, чтобы предотвратить распространение восстания на другие районы страны, где самураи симпатизировали политике Сайго Такамори. В тот же день Сайго встретился со своими лейтенантами Кирино Тосиаки и Синохарой Кунимото и объявил о своём намерении направиться в Токио, чтобы задать вопросы правительству. Отвергнув просьбы большого количества добровольцев, он не предпринял никаких попыток связаться с противниками правительства из других областей для поддержки, а лишь использовал те силы, что были в Кагосиме, чтобы обезопасить свою базу от нападения. Дабы придать законность своим действиям, Сайго снова надел военную форму (так как являлся на тот момент главой военного ведомства). Продвижение на север его отряда было затруднено из-за глубокого снега, какой не наблюдали в княжестве Сацума более 50 лет.

### Война Сэйнан

#### Осада замка Кумамото

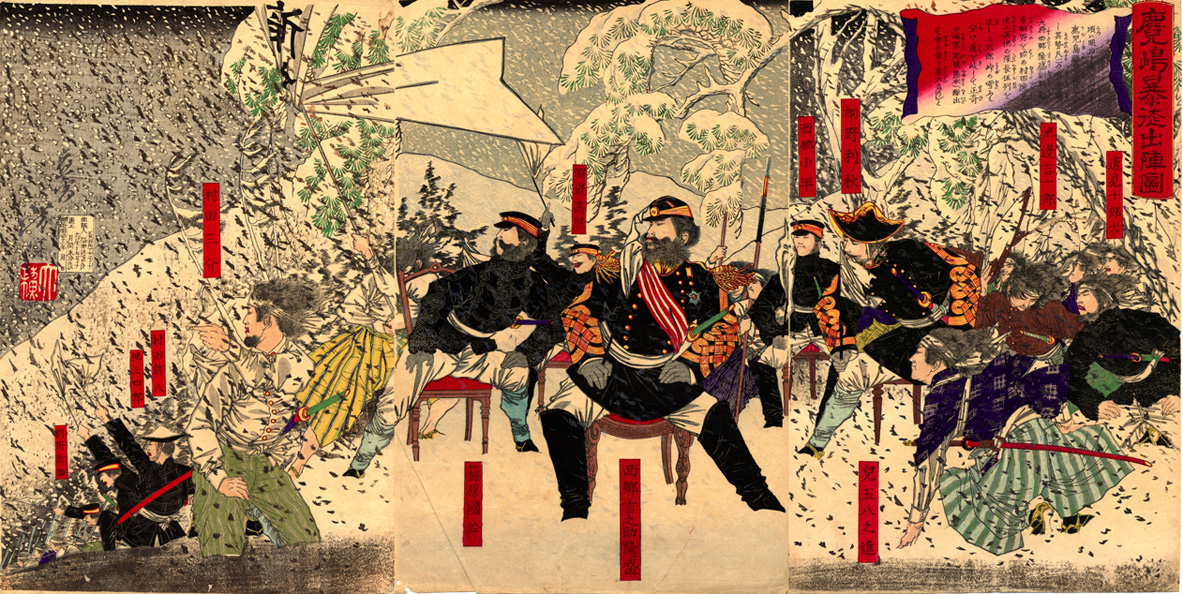
, укиё-э работы Цукиоки Ёситоси

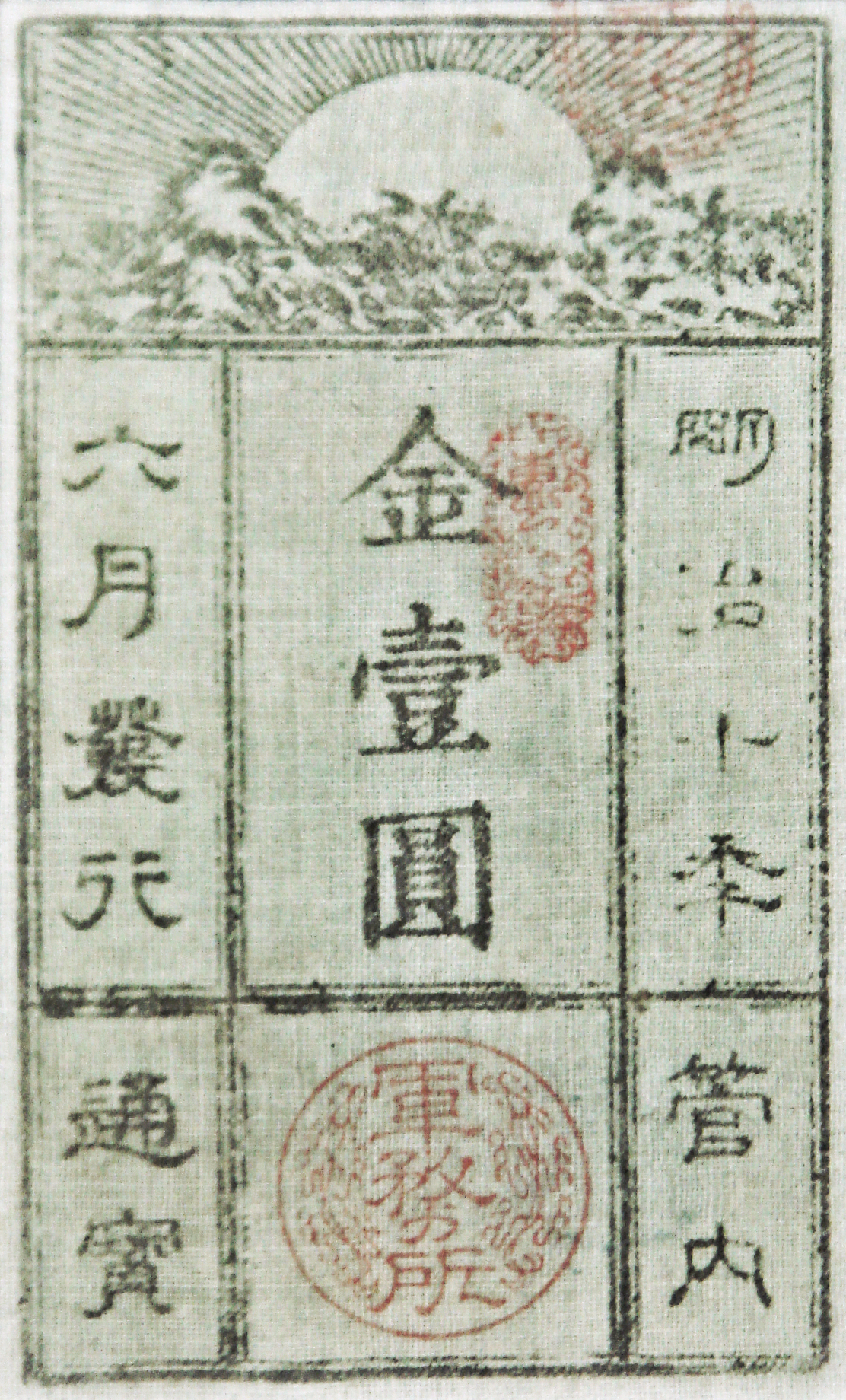
Банкноты Сайго Такамори, выпущенные в 1877 году для финансирования военных действий повстанцев. Японский валютный музей

15 февраля 13-тысячная колонна вооружённых кагосимских самураев отправилась в Токио с целью провести расследование в отношении наёмных убийц. Начало похода вызвало цепную реакцию, в результате которой восстали антиправительственные силы всего острова Кюсю. В ответ 19 февраля правительство выслало карательный корпус, который возглавили принц Арисугава Тарухито, генерал-лейтенант армии Ямагата Аритомо и вице-адмирал флота Кавамура Сумиёси. Изначально правительство сомневалось в участии Сайго Такамори в восстании, но когда эта информация подтвердилась, его лишили всех государственных наград и объявили врагом трона.
22 февраля войска Сайго Такамори попытались взять штурмом замок Кумамото, в котором находился центр Кумамотского гарнизона Императорской армии Японии. Однако защитники замка под командованием Тани Татэки отбили все атаки повстанцев, вынудив их прибегнуть к затяжной осаде.
Авангард сацумской армии вступил на земли префектуры Кумамото 14 февраля. Комендант замка Кумамото, генерал-майор Тани Татэки, имел под своим началом 3800 солдат и 600 полицейских. Тем не менее, большая часть гарнизона состояла из выходцев с острова Кюсю, и многие офицеры были родом из Кагосимы, поэтому их лояльность была под вопросом. Опасаясь дезертирства в гарнизоне, вместо отступления Тани занял оборону замка.
19 февраля раздались первые выстрелы в этой войне, когда защитники замка Кумамото открыли огонь по бойцам княжества Сацума, пытающимся прорваться в замок. Замок Кумамото был построен в 1598 году и считался одним из мощнейших и неприступных по всей Японии, но Такамори был уверен, что его самураи более боеспособны, нежели призывники Тани из крестьянских семей, которые были деморализованы последствиями восстания Симпурэн.

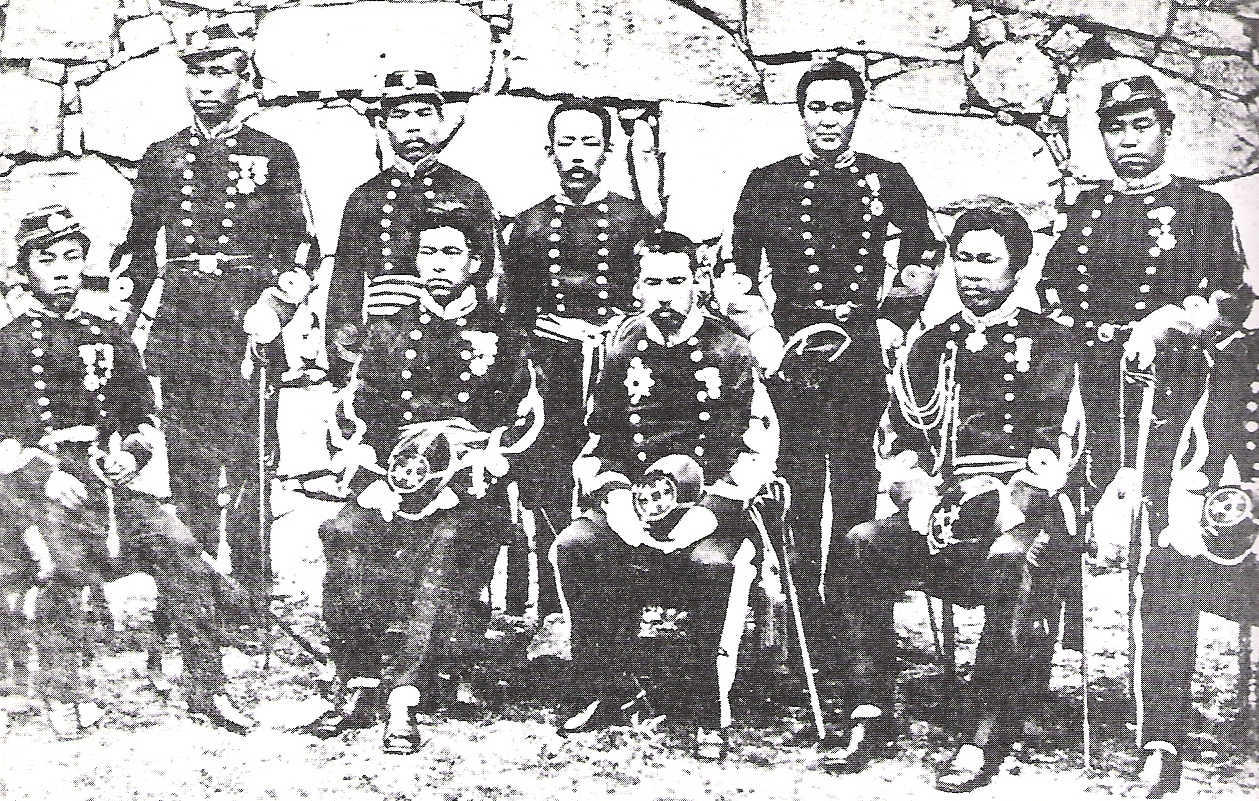
Офицеры Императорской армии Кумамотского гарнизона, сражавшиеся с повстанцами в 1877 году

Главные силы армии восставших самураев княжества Сацума подошли 22 февраля и сходу вступили в бой, атакуя замок Кумамото и захватывая его в клещи. Борьба продолжалась всю ночь. Правительственные силы отступили, а исполняющий обязанности майора 14-го полка Ноги Марэсукэ утерял полковое знамя в ожесточённых боях. Однако, несмотря на свои успехи, сацумская армия не смогла взять замок, и это подтвердило, что призывная армия не уступала в боеспособности ополчению самураев. После двух дней бесплодных атак, силы княжества Сацума блокировали замок и попытались заставить гарнизон сдаться путём осады. Ситуация казалась особенно отчаянной для защитников, так как их запасы продовольствия и боеприпасов, хранившиеся на складе, были сожжены пожаром незадолго до начала мятежа.
Во время осады замка Кумамото многие бывшие самураи, уже было сложившие оружие, стекались под знамёна легендарного Сайго Такамори, который за короткий срок увеличил численность свои сил до 20000 человек. Но в то же время, 9 марта Сайго, Кирино и Синохара были лишены придворных чинов и званий.
В ночь на 8 апреля защитники замка Кумамото сделали вылазку, создав брешь в линии войск самураев и таким образом позволив передать бойцам гарнизона предметы первой необходимости. Основные силы императорской армии под командованием генерала Куроды Киётаки при поддержке генерала Ямакавы Хироси прибыли в Кумамото 12 апреля, заставив силы мятежников отступить.

#### Битва за гору Табарудзака

Битва за гору Табарудзака: правительственные войска слева и восставшие самураи в правой части изображения

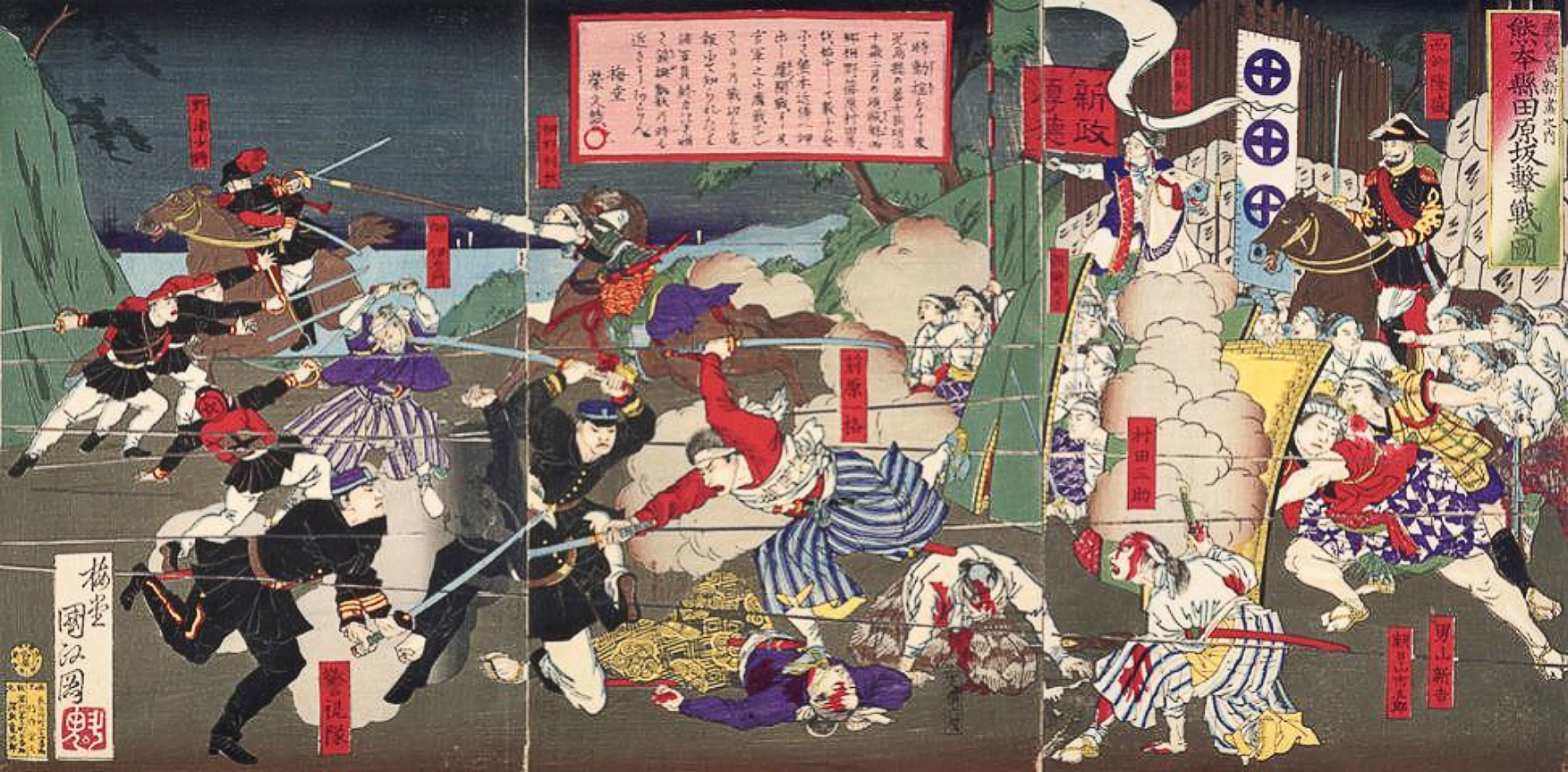
Сражение у горы Табарудзака

2 марта Сайго написал Ояме Цунаёси, призывая его опубликовать признания шпионов, чтобы тем самым объяснить причины восстания. Сайго никогда не провозглашал свои цели и протесты, в силу чего народные восстания не стали достаточно крупными для того, чтобы повернуть ход битвы. План Сайго предполагал быструю победу в Кумамото, и долгая осада оказалась на руку императорской армии, которая теперь имела время для переброски сил в район мятежа. 9 марта правительство высадило на 3 кораблях свои войска (500 полицейских и несколько рот пехоты) в Кагосиме, заключив губернатора Сацумы под стражу, и захватило контроль над всем военным имуществом, включая более четырёх тысяч бочек с порохом.
4 марта генерал императорской армией Ямагата, пытаясь прорваться к Кумамото, приказал своим войскам провести лобовую атаку на небольшую гору Табарудзака в двадцати милях от замка.
Дорога от Табарудзаки до Кумамото проектировалась как часть внешнего кольца обороны. Дорога прорезала гребень горы, из-за чего она была расположена чуть ниже, чем окружающий её лес, образующий два оборонительных рубежа. Гора не только служила естественным препятствием для начальной атаки, но и создавала густое, приподнятое над окружающей местностью прикрытие, позволяющее обороняющимся замедлять наступление атакующих войск с обеих сторон дороги. На протяжении восьми дней императорская армия пыталась выбить повстанцев с вершины горы, и сражение при Табарудзаке стало решающим для всей войны.
К тому времени у Табарудзаки находилось около 15000 самураев из Сацумы, Кумамото и Хитоёси, противостоящих девятой пехотной бригаде Императорской армии (около 9000 человек). Хотя императорская армия не смогла полностью развернуть на поле боя свои ряды, она всё равно обладала значительным огневым превосходством, расходуя в ходе штурма вершины более трёхсот тысяч единиц боеприпасов для стрелкового оружия в день. Мятежники же, напротив, страдали от недостатка боеприпасов (так как их база в Кагосиме была захвачена), и, кроме того, их боеспособность была ослаблена погодными условиями — проливной дождь делал бесполезными их заряжаемые с дула ружья, а одежда из хлопка насквозь пропитывалась водой.

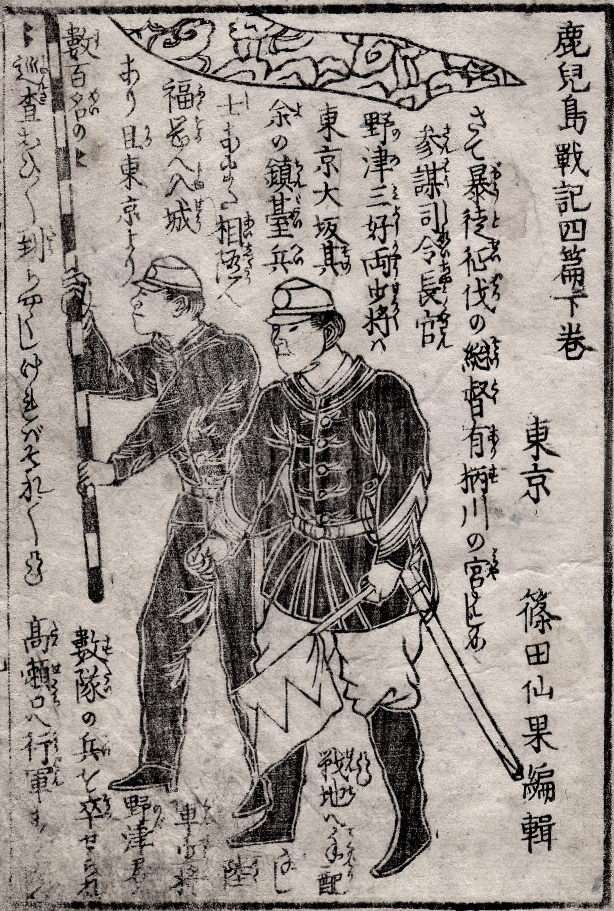
Солдаты Японской Императорской армии в период Сацумского восстания

В разгар битвы Сайго написал личное письмо князю Арисугаве, указывая причины его неповиновения и похода в Токио. В письме он указал, что он не стремится к мятежу и желает мирного урегулирования проблемы. Правительство, однако, отказалось вести переговоры. Ямагата, руководивший отрядом в составе двух пехотных бригад и 1200 полицейских, действовал за линией обороны самураев, атакуя их с тыла у города Яцусиро. Имперские войска, понёсшие небольшие потери, вытеснили противника, а затем атаковали основные силы с севера, захватив город Мияхара 19 марта. Получив подкрепление, имперские силы, теперь имевшие общую численность до 4000 человек, напали на арьергард Сацумской армии самураев.
Несмотря на тяжёлые условия, повстанцы удерживали свои позиции до 20 марта, когда императорская армия прорвала их западный фланг и захватила гребень горы. Мятежники отступили на восток, до города Уэки, где они удерживали свои позиции вплоть до 2 апреля. Усилия самураев задержали наступление императорской армии с севера, но 15 апреля правительственные войска, наступая с юго-запада, разбили мятежников у Кавасири и прорвали кольцо блокады замка Кумамото, сняв осаду.
Табарудзака стала одной из самых кровопролитных кампаний войны. Имперские силы одержали победу, но обе стороны понесли тяжёлые потери. Они в ходе ожесточённых столкновений потеряли примерно по четыре тысячи человек.

#### Отступление от Кумамото
Сайго Такамори все ещё надеялся на то, что его сторонники в княжестве Тоса захватят Осаку, после чего начнутся восстания по всей Японии, которые повлияют на ход войны.

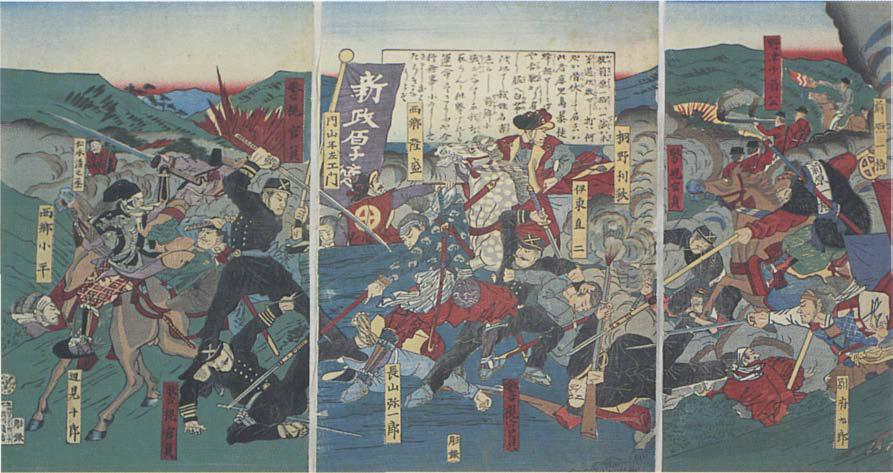
Столкновения армии Сайго с правительственными силами

Когда осада Кумамото была разорвана, Сайго отступил от стен замка и, в семидневном походе достигнув Хитоёси, вновь собрал своих людей у этого селения. Он стоял лагерем у Хитоёси с середины апреля до конца мая, надеясь получить подкрепление для своей ослабленной армии от симпатизирующих ему самураев из Тосы. Однако 27 мая, после трёх недель мелких стычек с сацумцами, императорская армия начала генеральный штурм Хитоёси, и Сайго вынужден был отступить.
После отступления от Хитоёси характер боевых действий полностью изменился — наступление самурайской армии превратилось в длительное отступление. Между маем и сентябрём 1877 года императорская армия преследовала отряды сацумских самураев по всему Кюсю. Ввиду отсутствия боеприпасов многие из них отказались от огнестрельного оружия в пользу мечей и приступили к осуществлению тактики партизанской войны, заставляя императорскую армию рассеивать собственные силы.
Преследование началось в начале июня, после того, как Сайго направил основную часть своих сил на юг, в сторону селения Мияконодзё на полуострове Осуми, в то время как сам он прошёл около пятидесяти миль на восток и в результате оказался на тихоокеанском побережье, у селения Миядзаки. Правительственные войска высадились у городов Оита и Саики, к северу от армии Сайго, и таким образом армия самураев оказалась зажата в клещи.
Императорская армия 24 июня разбила повстанцев около Мияконодзё, после чего повернула на север, чтобы начать преследование Сайго. Сайго отходил от преследователей, продолжая двигаться вдоль восточного побережья острова Кюсю до селения Нобэока, где 10 августа он и его армия подверглись атаке со стороны правительственных войск. Императорская армия имела шестикратное превосходство над оставшимися у Такамори силами (3000 бойцов), но восставшие самураи удерживали оборону семь дней, после чего отступили в восточном направлении, в горы, потеряв большую часть своего современного оружия и всю артиллерию.
Императорская армия сумела окружить Сайго на северных склонах пика Энодакэ, расположенного к северо-востоку от Нобэока. Ямагата отправился туда во главе больших сил, превосходящих армию сторонников Такамори в 7 раз. Ожидалось, что здесь будет положен конец войне. 1 сентября силы Сайго (около 500 выживших) просочились обратно в Кагосиму — город, оккупированный более чем 7000 солдат правительственной армии. Выжившие самураи собрались снова на гребне Сирояма, где решили сразиться в своей последней битве.
1 июня силы Сайго Такамори, оставшиеся на полуострове Осуми, потеряли Хитоёси, 24 июля — Мияконодзё, а 31 июля — Миядзаки и Сатобару, и были окружены в селе Нагаи. Командование повстанцев приняло решение распустить свои войска.

#### Битва при Сирояме

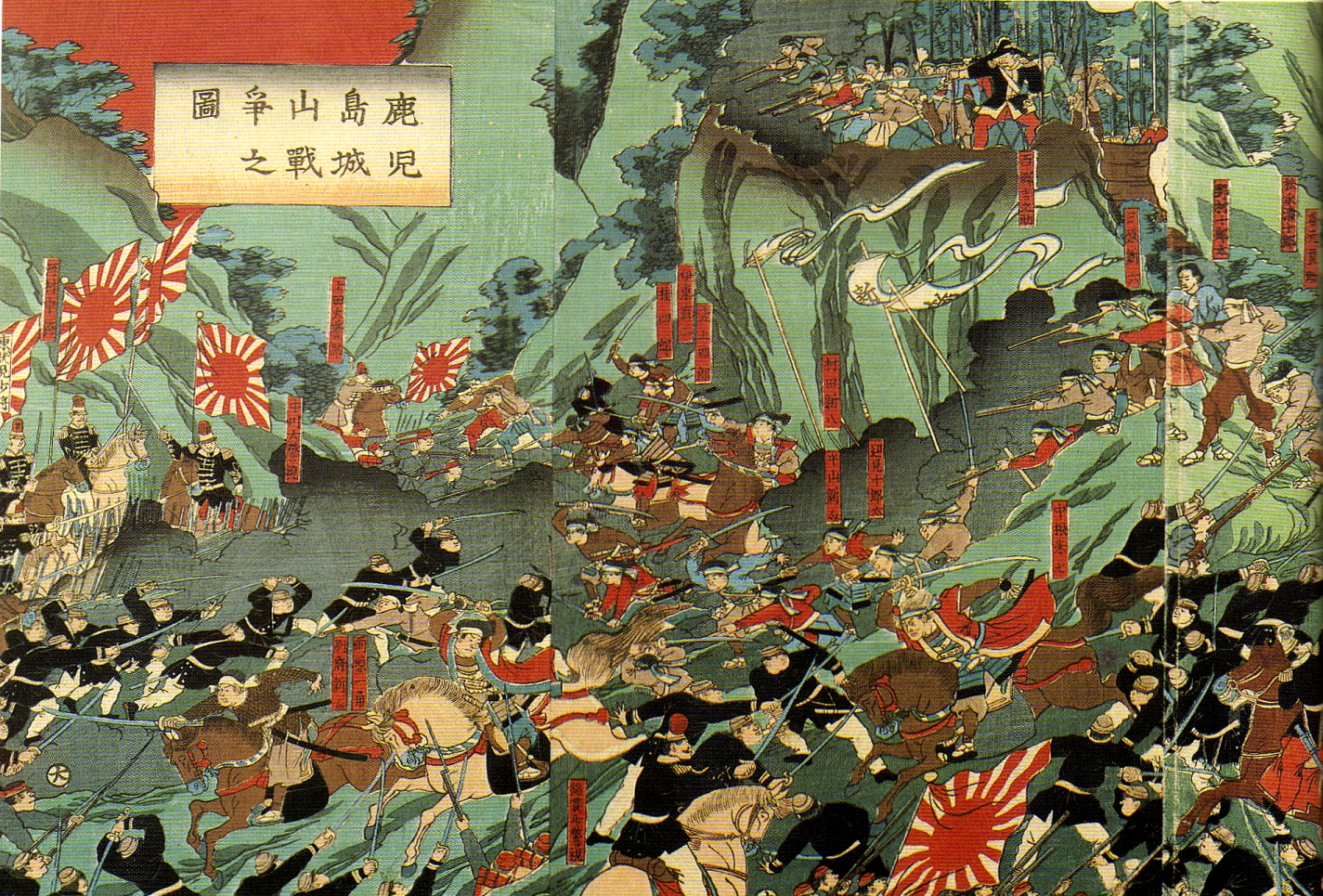
Битва за замок Сирояма

Небольшой отряд под командованием Сайго прорвался из окружения, отступил к префектуре Кагосима и закрепился в замке Сирояма. У них было мало еды, мало патронов и полностью отсутствовали медикаменты. 24 сентября воины Императорской армии взяли эту цитадель штурмом.
Силы Императорской армии под командованием генерала Ямагаты Аритомо и морских пехотинцев под командованием адмирала Кавамуры Сумиёси превосходили численность отряда Сайго в 60 раз. Тем не менее, Ямагата был полон решимости не оставлять ничего на волю случая. Имперские войска провели несколько дней в построении сложной системы рвов, стен и препятствий для вражеских контратак. Пять правительственных военных кораблей в порту Кагосимы усилили их огневую мощь, после чего Ямагата силами артиллерии стал систематически обстреливать позиции повстанцев.

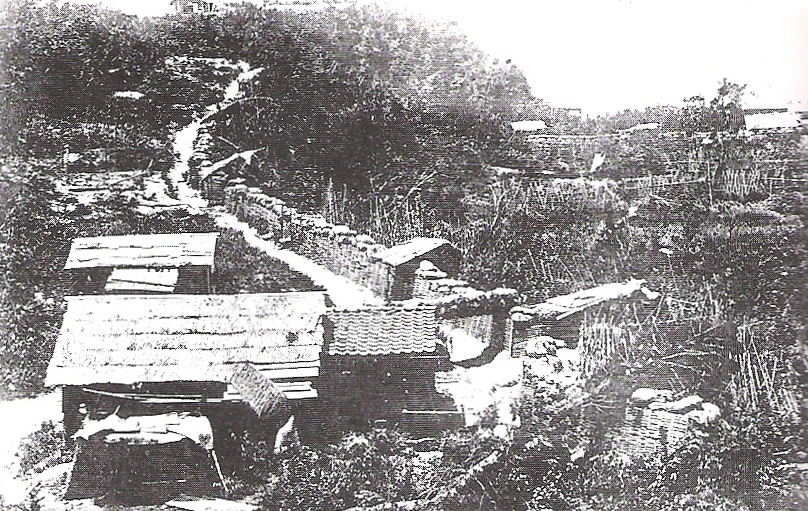
Укрепления Японской императорской армии, окружившей Сирояму. Фотография 1877 года

Ямагата продолжал беспокоиться из-за того, что Сайго снова может от него уйти. После того, как 1 сентября Сайго отклонил послание от Ямагаты, составленное молодым Суэмацу Кэнсё, в котором ему предлагалось сдаться, Ямагата назначил решающую атаку на утро 24 сентября 1877 года. К 6 часам утра только 40 повстанцев остались в живых. Сайго был тяжело ранен. Легенда гласит, что один из его последователей, Бэппу Синсукэ, выступил в качестве кайсяку и помог Сайго в совершении харакири, прежде чем того смогли бы захватить в плен. Однако другие данные противоречат этому, указывая, что Сайго на самом деле умер от пулевого ранения, а затем его голова была отрублена Бэппу для того, чтобы сохранить своё достоинство.
Лидеры повстанцев Сайго Такамори, Кирино Тосиаки, Синохара Кунимото, Мурата Симпати, Икэгами Сиро, Хэмми Дзюрота, Бэппу Синсукэ погибли в бою или покончили с собой, чтобы не попасть в плен. После смерти Сайго, Бэппу и последние из выживших самураев обнажили мечи и ринулись вниз, к позициям правительственных войск, навстречу верной смерти. С этими смертями завершилось Сацумское восстание.

## Последствия восстания

Карта боевых действий.

Сацумское восстание продолжалось полгода. На стороне повстанцев в нём приняли участие более 30 000 самураев. Из них 13 тысяч были членами кагосимской «Частной школы», 10 тысяч — добровольцами из разных регионов Японии и ещё 10 тысяч — воинами, которых завербовали из сёл острова Кюсю во время продвижения повстанцев на север. В боях войска Сайго Такамори потеряли 6000 убитыми. 2760 человек были казнены после подавления восстания. Правительственный карательный корпус состоял из 58 600 солдат и офицеров и 19 военных кораблей. Его потери составили 6800 убитыми и ранеными.
Сацумское восстание было крупнейшим и последним вооружённым выступлением самураев против японской центральной власти. Победа правительства позволила ему установить в стране мощный олигархический режим. С другой стороны, поражение повстанцев вынудило антиправительственные силы изменить методы борьбы и взяться за формирование общественно-политических организаций и гражданского общества. С конца 1870-х годов в стране получило размах движение за свободу и народные права.
Побочным следствием восстания была также инфляция, которая дала толчок развитию капиталистических отношений в Японии. Подавление восстания в финансовом отношении обошлось японскому правительству слишком дорого, заставив Японию отказаться от золотого стандарта, в результате чего правительство начало печатать бумажные деньги. Восстание также ознаменовало конец самураев как элитарных войск, потому как новая японская Императорская армия, наполненная призывниками вне зависимости от социального класса, показала свои преимущества в бою. Но несдавшийся Сайго Такамори после своей гибели стал поистине народным героем и 22 февраля 1889 года император Мэйдзи посмертно помиловал Сайго.

## В популярной культуре
- Действия правительственного полицейского отряда были описаны в песне «Баттотай» (текст Тояма Масакадзу, музыка Шарля Леру, 1885 год), мелодия которой, после аранжировки, стала «Армейским маршем», использовавшимся ранее Императорской армией, и ныне японскими сухопутными силами самообороны и полицией.
- Тема Сацумского восстания задета в историческом романе Рётаро Сибы «Tobu ga gotoku» (翔ぶが如く), написанном в 1975—1976 годах.
- Роман Дзиро Асады «Последний меч самурая[яп.]» (2000).
- Серия игр Way of the Samurai для PlayStation 2, действие которых разворачивается в период войны Сэйнан (2002).
- «Последний самурай» (2003) — приключенческая драма Эдварда Цвика c Томом Крузом в главной роли.
- Битве при Сирояме посвящена песня шведской пауэр-метал группы Sabaton «Shiroyama» (9-я композиция из альбома «The Last Stand» 2016 года).
- Телесериал студии NHK «Segodon» (2018 год).